# Иодид ртути(II)
Иодид ртути(II) — неорганическое соединение, соль металла ртути и иодистоводородной кислоты с формулой HgI2, образует кристаллы двух модификаций: α-модификация — устойчивая, красные кристаллы, β-модификация — метастабильная, жёлтые кристаллы, не растворимые в воде.

## Получение
- Растирание ртути и иода с добавлением небольшого количества воды или спирта:

{\displaystyle {\mathsf {3Hg+2I_{2}\ {\xrightarrow {}}\ HgI_{2}+Hg_{2}I_{2}}}}
- Обменная реакция хлорида ртути с иодидами щелочных металлов, образуется β-модификация:

{\displaystyle {\mathsf {HgCl_{2}+2KI\ {\xrightarrow {}}\ HgI_{2}\downarrow +2KCl}}}
- Разложение иодида ртути(I):

{\displaystyle {\mathsf {Hg_{2}I_{2}\ {\xrightarrow {h\nu }}\ HgI_{2}+Hg}}}
- Разложение тетраиодомеркурата калия:

{\displaystyle {\mathsf {K_{2}[HgI_{4}]\ {\xrightarrow {h\nu }}\ HgI_{2}\downarrow +2KI}}}

## Физические свойства
Иодид ртути(II) образует несколько кристаллических модификаций:
- α-HgI2 — красные кристаллы, тетрагональная сингония, пространственная группа P 4/nmc, параметры ячейки a = 0,4357 нм, c = 1,236 нм, Z = 2. Переходит в β-модификацию при 127°С.
- β-HgI2 — жёлтые кристаллы, ромбическая сингония, параметры ячейки a = 0,759 нм, b = 1,380 нм, c = 0,497 нм, Z = 4. Метастабильная модификация.
- Оранжевая модификация, существует при температуре выше 96°С и давлении более 1000 МПа.

## Химические свойства
- Разлагается концентрированной серной кислотой:

{\displaystyle {\mathsf {HgI_{2}+2H_{2}SO_{4}\ {\xrightarrow {}}\ HgSO_{4}\downarrow +I_{2}\downarrow +SO_{2}\uparrow +2H_{2}O}}}
- Реагирует с раствором аммиака:

{\displaystyle {\mathsf {2HgI_{2}+4NH_{3}\ {\xrightarrow {100^{o}C}}\ (Hg_{2}N)I\downarrow +3NH_{4}I}}}
- В подщелочёном растворе аммиака образует амидоиодид ртути(II) и иодид калия с выделением воды:

{\displaystyle {\mathsf {HgI_{2}+NH_{3}+KI\ {\xrightarrow {}}\ Hg(NH_{2})I+KI+H_{2}O}}}
- Реагирует с иодоводородом:

{\displaystyle {\mathsf {2HgI_{2}+3HI\ {\xrightarrow {100^{o}C}}\ H[HgI_{3}]+H_{2}[HgI_{4}]}}}
- С иодидами щелочных металлов образует тетраиодомеркураты:

{\displaystyle {\mathsf {HgI_{2}+2KI\ {\xrightarrow {}}\ K_{2}[HgI_{4}]}}}

## Применение
- Приготовление реактива Несслера.
- Для получения тетраиодомеркуратов калия и бария.